# Isla Nanpu
La isla Nanpu (en chino, 南浦岛) es una isla en la ciudad de Dashi (en chino: 大石镇), Panyu, Cantón (Guangzhou), Provincia de Cantón, China. Se encuentra al sur de la isla Luoxi (洛溪岛), al este de Chencun, Shunde, y al oeste y al norte de Ciudad de Dashi. Su superficie total es de unos 10,7 km². Muchas propiedades residenciales, se han construido ahí. La isla se conecta con Luoxi  por el Puente Nanpu (南浦大桥), por el Puente de Lijiang (丽江大桥).